# 中世スペイン語

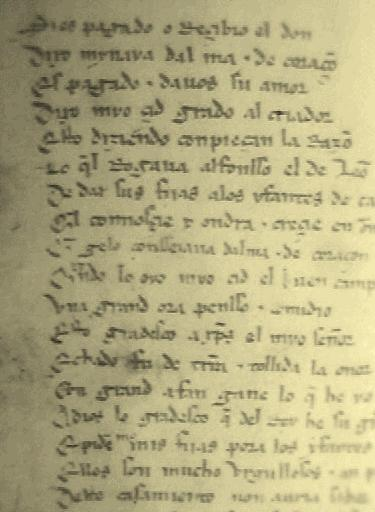
中世スペイン語による『わがシッドの歌』の一ページ

中世スペイン語（ちゅうせいスペインご、スペイン語: castellano antiguo, español medieval）は、およそ10世紀から15世紀の遅くまでイベリア半島で話されていたカスティーリャ語の変種の総称で、より明確にすると現代のスペイン語の元となった言語であり歯擦音の再調整が起きる前のスペイン語である。
中世スペイン語による文学でよく知られた最初の作品は、『わがシッドの歌』（Cantar de mio Cid）である。この作品は12世紀の終わりごろか13世紀の初め頃にかかれたものであるが作者は不明である。

## 音声・音韻
中世スペイン語の音韻体系は現在のものと比べてずっと他のロマンス諸語の音韻体系と近かった。間違いなく再建できる古い体系は変化のなかったおよそ10世紀から14世紀の間保たれていたと考えられる。この体系では音韻的に区別される無声、有声の3ペアの歯擦音があったと考えられる。
- 無声歯茎破擦音・有声歯茎破擦音の/ts/ ・ /dz/ (IPA: /ʦ/ ・ /ʣ/)。前者はa/o/uの前ではç、e/iの前ではcで、後者はzで表された。
- 無声歯茎摩擦音・有声歯茎摩擦音の/s/と/z/。音節の前者は音節の最初と語末ではsで、母音間ではssで、後者は母音間においてsで表された。
- 無声後部歯茎摩擦音・有声後部歯茎摩擦音の/š/ と/ž/ （前者は英語のsh、後者はカタルーニャ語やフランス語のj。IPA: /ʃ/ y /ʒ/）。前者はxで、後者はj、e,iの前ではgで表された。

中世スペイン語には現代のスペイン語では<j>もしくはe、iの前での<g>で記される無声軟口蓋摩擦音[x]や今日<z>やe、iの前での<c>で記される無声歯摩擦音[θ]は存在しなかった。
vは常に有声摩擦音として発音された。ただし、正確な発音が両唇音だったのか唇歯音だったのかは確実には分かっていない。当時のスペイン語の不一致の一つとしてfと書いてある場合実際にfの音を表すだけでなく、英語のhのような気音を表す場合もあり、後にこの気音は無音となったが表記上は語源的なhとして表されている。例えばfacer (今日のhacer(作る) )、 fablar （今日のhablar（話す) ）。
イスパノアメリカやスペインの場所によっては今でもこのhを発音するため、hierro（鉄）をjierroのように発音する。
中世スペイン語のいくつかの時期の特徴的な現象としていわゆる語尾消失がある（es:Apócope en castellano（カスティーリャ語における語尾消失）を参照）。

### 子音の表
上で述べたことを表にすると以下のようになる。
|            | 唇音 | 歯音 | 歯茎音 | 硬口蓋音 | 軟口蓋音 |
| ---------- | ---- | ---- | ------ | -------- | -------- |
| 無声閉鎖音 | [p]  | [t]  | [ts]   | [č]      | [k]      |
| 有声閉鎖音 | [b]  | [d]  | [dz]   | [ĵ]      | [g]      |
| 無声摩擦音 | [ɸ]  |      | [s]    | [š]      |          |
| 有声摩擦音 | [β]  |      | [z]    | [ž]      |          |
| 鼻音       | [m]  |      | [n]    | [ñ]      |          |
| ふるえ音   |      |      | [ɾ, r] |          |          |
| 側面音     |      |      | [l]    | [ʎ]      |          |

- 音素/ɸ/（/f/ や /h/のように書かれる可能性もある） は2つの異音があった。
  - [f]/[ɸ]:fuerte（強い）のように[w]の前、またflor（花）frío（寒い）のように、 [ɾ] や[l]の前において。
  - [h]：その他の場合、例えばhorma（木型）,harina（小麦粉）,humo（煙）, hierro（鉄）など

中世のスペイン語では有声摩擦音はすべてそろっていたが、現代のスペイン語では次のような変化が起きたためなくなってしまっている。/β /> /b/, /ɸ/> /f/ もしくは"Ø" （音声環境による）, /z/> /s/, /ž/> /š/> /x/。また多くの摩擦音が次のような変化によってなくなっている。/ĵ/> /č/, /dz/> /ş/, /ts/> /ş/。この最後の音素 /ş/ は現代の北部カスティーリャ方言では /θ/として、他のスペイン語では /s/として発音される。
16世紀の終わりから17世紀中頃には音韻は摩擦音から有声性が消えたことと、歯摩音の再修正によって次のように変わった。
|            | 唇音 | 歯音   | 歯茎音 | 硬口蓋音 | 軟口蓋音 |
| ---------- | ---- | ------ | ------ | -------- | -------- |
| 無声閉鎖音 | [p]  | [t]    | [t]    | [č]      | [k]      |
| 有声閉鎖音 | [b]  | [d]    | [d]    |          | [g]      |
| 無声摩擦音 | [ɸ]  | [s̪]    | [s̠]    | [š]      |          |
| 鼻音       | [m]  | [n]    | [n]    | [ñ]      |          |
| ふるえ音   |      | [ɾ, r] | [ɾ, r] |          |          |
| 側面音     |      | [l]    | [l]    | [ʎ]      |          |

## 形態・統語
中世スペイン語から現代スペイン語への変化において、類推による変化と規則化が多く起こった。特にそれは動詞の変化において顕著であった。例えば中世スペイン語では点過去では-uveという形が保たれ（現在でもanduve、tuveで残っている）形式がしばしば用いられたがそれ以外ではconuve （現在はconocí）（私はわかった）や同様にtruje （現在ではtraje）（私は持ってきた）では消えている。
| 不定詞  | 中世スペイン語 | 規則化された形 | 段階 |
| ------- | -------------- | -------------- | ---- |
| conocer | conuve         | conocí         | (1)  |
| traer   | truje          | traje          | (2)  |
| andar   | anduve         | *andé          | (3)  |
| tener   | tuve           | *tení          | (4)  |

上の2つは一般的な現代スペイン語で規則化された点過去の形の例であり、下の2つは俗語や子どものスペイン語での傾向の例であるが、一般的には受け入れられない形である。また以下の文に現れるようなtiempos（ラテン語 < tempus)）（現在はtiempo（時間・天気））（すでにことわざに残るだけ）見やuebos (ラテン語 < opus)（ obra（作品））のような単数形のsが省かれている。
qué tiempos, ... 'qué época [más ...]'
uebos me es fazerlo (< opus mihi est illud facere) 'estoy obligado a hacerlo'（私はしなければいけない）

### 統語
中世スペイン語では移動や状態の変化を表す自動詞（非対格動詞）の複合過去（現在完了）には助動詞ser（英語のbe動詞）が用いられていた。
(1) Las mugieres son llegadas a Castiella.
'Las mujeres han llegado a Castilla.'.（女性達はカスティーリャに到着した。）
一方、所属や所有にはaver（形は今日の
haber、意味は現在のtenerに相当）を用いていた
(2) Pedro dos fijas ha.
'Pedro tiene dos hijas.'（ペドロには娘が二人いる）
複合過去では過去分詞は常に直接目的語の性・数に一致していた。例えば、
(3) María ha cantadas dos canciones.
'María ha cantado dos canciones.' （マリアは2曲歌った。）
(1),(2)の特徴はすでに現代スペイン語では見られないが、フランス語やイタリア語のような他のロマンス諸語では保たれている。以下はフランス語の例。訳は(1),(2)にそれぞれ対応。 
(1a) Les femmes sont arrivées à Castille.
'Las mujeres han llegado a Castilla.'
(2a) Pière a deux filles.
'Pedro tiene dos hijas.'
無強勢の人称代名詞は肯定命令、不定詞、現在分詞以外の場合、つまり動詞がどんな形であっても動詞の後につくことが出来た、さらに名詞の後も含んでいる（『わがシッドの歌』に多くこの形が出ていることがその証明である）。
一般に無強勢の代名詞は主節では前の語につき、従属節では前置された。例えば tornós' (tornóse) pora su casa; la mánol' (mánole) va besar = la mano le va a besar（彼は手にキスをしようとしている）。
文の中の語順にかんしては現代のスペイン語よりもいくらか自由であり、しばしば動詞が最後に来る。
Cuya es la cosa, genitivo caso es.

## 語彙
スペイン語の語彙は歴史の中で絶え間なく移り変わっている。少しずつ古風になったり廃れた単語があり、後に新しい語に取って代わられたり、単に意味が変わっただけのものもある。さらに、テクノロジーの発展により、ある言語から新しい単語を取り入れる場合もある。中世スペイン語には今日では廃れた単語があり、それらは辞書に頼らなければ理解ができない。例えば、 cras （ラテン語の CRAS 「明日」）、 man （ラテン語の MANE 「夜明け、明け方」）、 uço (uzo) （ラテン語の USTIUM 「小窓」）など。
中世スペイン語でおもしろいことのひとつは、ラテン語の教養語にある子音のまとまりであるCT- や-PTを持っている単語が簡略化されていることである。しかし 後に教養形が再び取り入れられた。 例えば ACCEPTARE > acetar （中世スペイン語） > aceptar （現代スペイン語）（受け入れる）、 CAPTARE > catar （中世スペイン語。「見る」の意味で） > captar （現代スペイン語）（理解する）、 RESPECTUS > respeto （中世スペイン語）> respeto 及び respecto （現代スペイン語）（尊敬/関連）
以下はラテン語と対応する中世スペイン語と現代スペイン語の例である。
| ラテン語                                | 中世スペイン語                            | 現代スペイン語                              |
| --------------------------------------- | ----------------------------------------- | ------------------------------------------- |
| acceptare, captare, effectus, respectus | acetar, catar, efeto, respeto             | aceptar, captar, efecto, respecto y respeto |
| et, non, nos, hic                       | e, et; non, no; nós; í                    | y, e; no; nosotros; ahí                     |
| stabat; habui, habebat; facere, fecisti | estava; ove, avié; far/fer/fazer, feziste | estaba; hube, había; hacer, hiciste         |
| hominem, mulier, infans                 | omne; mugier, muger; ifante               | hombre, mujer, infante                      |
| cras, mane (maneana); nunquam           | cras, man, mañana; nunqua                 | mañana, nunca                               |
| quando, quid, qui (quem), quo modo      | quando, que, qui, commo/cuemo             | cuando, que, quien, como                    |